# Smålands runinskrifter 27
Sm 27 är en vikingatida runsten vid Berga kyrkogård, Ljungby kommun, i Småland där den står jämte runstensfragmentet Sm 28. Stenen satt tidigare inmurad i kyrkan och användes därefter som trappsten innan den restes på nuvarande plats. Den är en av två, möjligen tre, runstenar i Berga som beskriver färder till England.

## Inskriften
Translitterering av runraden:
--rþr · ris-- · kuml · þe… … …-aþis · o · eklanti
Normalisering till runsvenska:
[Þo]rðr ræis[ti] kumbl þe[ssi]/þe[tta] … [ænd]aðis a Ænglandi.
Översättning till nusvenska:
Tord(?) reste detta minnesmärke. … dog i England.